# Кобуло
Кобуло (груз. ქობულო) — село в Грузии, в муниципалитете Душети края Мцхета-Мтианети. 

## География
Село расположено в северной части края, в 70 километрах по прямой к северо-востоку от центра муниципалитета Душети. Высота центра — 1350 метров над уровнем моря.

## Население
По данным переписи населения 2014 года, в селе проживало 8 человек.
| Год  | Население | Мужчины | Женщины |
| ---- | --------- | ------- | ------- |
| 1926 | 50        | 27      | 23      |
| 2002 | 9         | 5       | 4       |
| 2014 | 8         | 5       | 3       |